# Saison 1985-1986 du FC Nantes
Dernière mise à jour : 12 octobre 2014.
Chronologie
Saison précédente Saison suivante
La saison 1985-1986 du FC Nantes est la 43e saison de l'histoire du club nantais. Le club est engagé dans trois compétitions : la Division 1 (23e participation) et la Coupe de France (43e participation) et la Coupe UEFA (5e participation).

## Effectif et encadrement

### Transferts
| Nom                   | Nationalité | Poste     | Modalités | Provenance/Destination     | Division                 |
| --------------------- | ----------- | --------- | --------- | -------------------------- | ------------------------ |
| Arrivées              |             |           |           |                            |                          |
| David Marraud         | France      | Gardien   |           | INF Vichy                  | Division 3 - Centre (D3) |
| Yvon Le Roux          | France      | Défenseur |           | AS Monaco FC               | Division 1 (D1)          |
| Vincent Bracigliano   | France      | Milieu    |           | FC Metz                    | Division 1 (D1)          |
| Jorge Luis Burruchaga | Argentine   | Milieu    |           | CA Independiente           | Primera División (D1)    |
| Didier Deschamps      | France      | Milieu    |           | FC Nantes rés.             | Division 3 - Ouest (D3)  |
| Départs               |             |           |           |                            |                          |
| Dominique Leclercq    | France      | Gardien   |           | RC Paris                   | Division 1 (D1)          |
| Michel Bibard         | France      | Défenseur |           | Paris Saint-Germain FC     | Division 1 (D1)          |
| Maxime Bossis         | France      | Défenseur |           | RC Paris                   | Division 1 (D1)          |
| Seth Adonkor          | France      | Milieu    |           | Décédé le 18 novembre 1984 |                          |
| Fabrice Poullain      | France      | Milieu    |           | Paris Saint-Germain FC     | Division 1 (D1)          |
| Michel Furic          | France      | Attaquant |           | SEC Bastia                 | Division 1 (D1)          |
| Víctor Ramos          | Argentine   | Attaquant |           | SC Toulon-Var              | Division 1 (D1)          |

## Compétitions

### Division 1
| Date                       | Journée | Adversaire               | Lieu | Score | Buteurs du FC Nantes                                                           | Class. | Affluence |
| -------------------------- | ------- | ------------------------ | ---- | ----- | ------------------------------------------------------------------------------ | ------ | --------- |
| Mardi 16 juillet 1985      | J01     | SC Toulon-Var            | Ext. | 0 - 0 | -                                                                              |        | 15.000    |
| Vendredi 19 juillet 1985   | J02     | AS Monaco FC             | Dom. | 1 - 1 | Halilhodžić 35e                                                                |        | 18.177    |
| Vendredi 26 juillet 1985   | J03     | RC Strasbourg            | Ext. | 2 - 1 | Burruchaga 6e, Halilhodžić 63e                                                 |        | 14.000    |
| Mardi 30 juillet 1985      | J04     | SEC Bastia               | Dom. | 2 - 0 | Y. Le Roux 17e, J. Touré 38e                                                   |        | 14.957    |
| Vendredi 2 août 1985       | J05     | FC Metz                  | Ext. | 0 - 0 | -                                                                              |        | 16.299    |
| Vendredi 9 août 1985       | J06     | Toulouse FC              | Dom. | 1 - 0 | Halilhodžić 84e                                                                |        | 23.000    |
| Vendredi 16 août 1985      | J07     | Lille OSC                | Ext. | 1 - 0 | J. Touré 38e                                                                   |        | 12.000    |
| Samedi 24 août 1985        | J08     | Stade lavallois          | Dom. | 1 - 0 | Y. Le Roux 52e                                                                 |        | 23.500    |
| Vendredi 30 août 1985      | J09     | Olympique de Marseille   | Ext. | 0 - 1 | -                                                                              |        | 17.265    |
| Mardi 3 septembre 1985     | J10     | Le Havre AC              | Dom. | 2 - 1 | Halilhodžić 1re 54e                                                            |        | 19.433    |
| Samedi 14 septembre 1985   | J11     | FC Girondins de Bordeaux | Ext. | 1 - 2 | Morice 28e                                                                     |        | 22.867    |
| Samedi 21 septembre 1985   | J12     | OGC Nice                 | Dom. | 1 - 1 | Halilhodžić 40e                                                                |        | 9.000     |
| Vendredi 27 septembre 1985 | J13     | Brest Armorique FC       | Ext. | 3 - 1 | Amisse 73e, Bracigliano 78e, J. Touré 90e                                      |        | 15.000    |
| Samedi 5 octobre 1985      | J14     | AS Nancy-Lorraine        | Dom. | 2 - 0 | Y. Le Roux 9e, Amisse 22e                                                      |        | 12.000    |
| Vendredi 11 octobre 1985   | J15     | Paris Saint-Germain FC   | Ext. | 1 - 2 | Bracigliano 1re                                                                |        | 45.138    |
| Vendredi 18 octobre 1985   | J16     | RC Lens                  | Dom. | 4 - 0 | Halilhodžić 17e 57e 89e, J. Touré 69e                                          |        | 15.000    |
| Samedi 26 octobre 1985     | J17     | FC Sochaux-Montbéliard   | Ext. | 1 - 1 | J. Touré 8e                                                                    |        | 4.100     |
| Samedi 2 novembre 1985     | J18     | Stade rennais FC         | Dom. | 1 - 0 | Y. Le Roux 39e                                                                 |        | 26.754    |
| Samedi 9 novembre 1985     | J19     | AJ Auxerre               | Ext. | 0 - 0 | -                                                                              |        | 11.500    |
| Mercredi 20 novembre 1985  | J20     | AS Monaco FC             | Ext. | 1 - 1 | J. Touré 37e                                                                   |        | 6.621     |
| Samedi 23 novembre 1985    | J21     | RC Strasbourg            | Dom. | 2 - 0 | Halilhodžić 72e, Burruchaga 80e                                                |        | 7.000     |
| Samedi 30 novembre 1985    | J22     | SEC Bastia               | Ext. | 3 - 2 | Burruchaga 65e 68e, Halilhodžić 88e                                            |        | 3.200     |
| Vendredi 6 décembre 1985   | J23     | FC Metz                  | Dom. | 1 - 0 | Halilhodžić 42e                                                                |        | 9.000     |
| Samedi 14 décembre 1985    | J24     | Toulouse FC              | Ext. | 2 - 4 | Marx 71e (csc), Burruchaga 78e                                                 |        | 13.937    |
| Samedi 21 décembre 1985    | J25     | Lille OSC                | Dom. | 5 - 1 | Burruchaga 5e, J. Touré 17e, Halilhodžić 35e, Thomas 46e (csc), Y. Le Roux 89e |        | 6.000     |
| Samedi 11 janvier 1986     | J26     | Stade lavallois          | Ext. | 0 - 0 | -                                                                              |        | 15.000    |
| Samedi 18 janvier 1986     | J27     | Olympique de Marseille   | Dom. | 0 - 2 | -                                                                              |        | 10.000    |
| Vendredi 31 janvier 1986   | J28     | Le Havre AC              | Ext. | 1 - 0 | Morice 23e                                                                     |        | 11.524    |
| Samedi 8 février 1986      | J29     | FC Girondins de Bordeaux | Dom. | 0 - 0 | -                                                                              |        | 20.641    |
| Samedi 22 février 1986     | J30     | OGC Nice                 | Ext. | 0 - 0 | -                                                                              |        | 10.134    |
| Samedi 8 mars 1986         | J32     | AS Nancy-Lorraine        | Ext. | 3 - 1 | Baronchelli 80e, Halilhodžić 37e 76e                                           |        | 2.955     |
| Vendredi 14 mars 1986      | J33     | Paris Saint-Germain FC   | Dom. | 2 - 0 | Halilhodžić 17e, Burruchaga 82e                                                |        | 25.000    |
| Samedi 22 mars 1986        | J34     | RC Lens                  | Ext. | 0 - 0 | -                                                                              |        | 17.347    |
| Vendredi 4 avril 1986      | J35     | FC Sochaux-Montbéliard   | Dom. | 3 - 2 | Amisse 15e, Burruchaga 27e 50e                                                 |        | 8.500     |
| Mardi 8 avril 1986         | J31     | Brest Armorique FC       | Dom. | 3 - 1 | Halilhodžić 44e 54e, Amisse 56e                                                |        | 8.347     |
| Dimanche 11 avril 1986     | J36     | Stade rennais FC         | Ext. | 0 - 0 | -                                                                              |        | 18.742    |
| Dimanche 18 avril 1986     | J37     | AJ Auxerre               | Dom. | 2 - 1 | Morice 62e, Amisse 84e                                                         |        | 11.000    |
| Dimanche 25 avril 1986     | J38     | SC Toulon-Var            | Dom. | 1 - 1 | Y. Le Roux 32e                                                                 |        | 10.000    |

### Coupe de France
| Date                   | Tour            | Adversaire | Niveau      | Lieu   | Score           | Buteurs du FCN              | Affluence |
| ---------------------- | --------------- | ---------- | ----------- | ------ | --------------- | --------------------------- | --------- |
| Samedi 25 janvier 1986 | 1/32e de finale | Limoges FC | D2 - B (D2) | Neutre | 2 - 2 (3-4 tab) | J. Touré 5e, Y. Le Roux 37e | 10.000    |

### Coupe UEFA
| Date                      | Tour                     | TV        | Adversaire               | Niveau             | Lieu | Score | Buteurs du FCN                                          | Affluence |
| ------------------------- | ------------------------ | --------- | ------------------------ | ------------------ | ---- | ----- | ------------------------------------------------------- | --------- |
| Mardi 17 septembre 1985   | 1/32e de finale - aller  |           | Valur Reykjavik          | Úrvalsdeild (D1)   | Ext. | 1 - 2 | J. Touré 51e                                            | 2.000     |
| Mercredi 2 octobre 1985   | 1/32e de finale - retour |           | Valur Reykjavik          | Úrvalsdeild (D1)   | Dom. | 3 - 0 | Amisse 20e 62e, J. Touré 53e                            | 15.000    |
| Mercredi 23 octobre 1985  | 1/16e de finale - aller  |           | FK Partizan Belgrade     | Prva Liga (D1)     | Ext. | 1 - 1 | Halilhodžić 88e                                         | 50.000    |
| Mercredi 6 novembre 1985  | 1/16e de finale - retour |           | FK Partizan Belgrade     | Prva Liga (D1)     | Dom. | 4 - 0 | Burruchaga 13e, Amisse 51e 88e, Bracigliano 57e         | 30.000    |
| Mercredi 27 novembre 1985 | 1/8e de finale - aller   |           | Spartak Moscou           | Vysshaja Liga (D1) | Ext. | 1 - 0 | Morice 77e (pen.)                                       | 48.500    |
| Mercredi 11 décembre 1985 | 1/8e de finale - retour  |           | Spartak Moscou           | Vysshaja Liga (D1) | Dom. | 1 - 1 | J.Touré 68e                                             | 42.000    |
| Mercredi 5 mars 1986      | 1/4 de finale - aller    |           | FC Internazionale Milano | Serie A (D1)       | Ext. | 0 - 3 | -                                                       | 50.000    |
| Mercredi 19 mars 1986     | 1/4 de finale - retour   | Antenne 2 | FC Internazionale Milano | Serie A (D1)       | Dom. | 3 - 3 | Der Zakarian 9e, Halilhodžić 36e (pen.), Y. Le Roux 41e | 44.000    |

## Statistiques

### Statistiques collectives
| Compétition     | Débute au tour  | Termine         | Matches joués | Gagnés | Nuls | Perdus | Buts pour | Buts contre | Différence |
| --------------- | --------------- | --------------- | ------------- | ------ | ---- | ------ | --------- | ----------- | ---------- |
| Division 1      | -               | 2e              | 38            | 20     | 13   | 5      | 53        | 27          | +26        |
| Coupe de France | 1/32e de finale | 1/32e de finale | 1             | 0      | 1    | 0      | 2         | 2           | +0         |
| Coupe UEFA      | 1/32e de finale | 1/4 de finale   | 8             | 3      | 3    | 2      | 14        | 10          | +4         |
| Total           | -               | -               | 47            | 23     | 17   | 7      | 69        | 39          | +30        |

## Affluences
L'affluence à domicile du FC Nantes atteint un total :
- de 277 309 spectateurs en 19 rencontres de Division 1, soit une moyenne de 14 595/match.
- de 131 000 spectateurs en 4 rencontres de Coupe UEFA, soit une moyenne de 32 750/match.
- de 408 309 spectateurs en 23 rencontres toutes compétitions confondues, soit une moyenne de 17 753/match.

Affluence du FC Nantes à domicile